# Magnús Scheving
Magnús Örn Eyjólfsson Scheving (10 tháng 11 năm 1964) là một diễn viên và ca sĩ người Iceland, được biết đến với vai diễn nhân vật phản diện Sportacus trên show truyền hình thiếu nhi mang tên LazyTown.